# 锐齿小檗
锐齿小檗（学名：Berberis arguta）是小檗科小檗属的植物，为中国的特有植物。分布在中国大陆的贵州、云南等地，生长于海拔1,600米至1,800米的地区，常生长在河谷林缘。